# Steutz
Steutz ist ein Ortsteil der gleichnamigen Ortschaft der Stadt Zerbst/Anhalt im Landkreis Anhalt-Bitterfeld in Sachsen-Anhalt, (Deutschland).

## Geografie

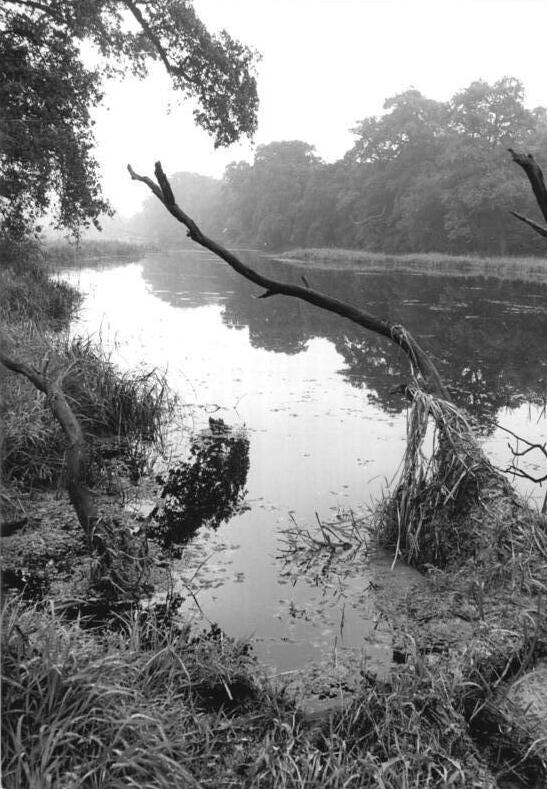
Naturschutzgebiet Steckby-Lödderitzer Forst, 1981

Steutz und Steckby liegen an der mittleren Elbe, südlich von Zerbst/Anhalt und westlich von Dessau-Roßlau. Die Stadt Aken (Elbe) befindet sich auf der gegenüberliegenden Elbseite. Westlich von Steutz entwickelte sich aus dem Naturschutzgebiet „Steckby-Lödderitzer Forst“ – als Biosphärenreservat bereits 1979 von der UNESCO als solches ausgewiesen – das um wesentliche Auengebiete erweiterte Biosphärenreservat Mittelelbe.
Steutz ist Grundschul-Standort (auch für die Nachbarorte Jütrichau und Leps). In Steckby hat eine Staatliche Vogelschutzwarte ihren Sitz.
Die Ortschaft Steutz bildet sich durch die Ortsteile Steckby (237 Einwohner) und Steutz (598 Einwohner).

## Geschichte
Am 1. Januar 1974 wurde die bis dahin eigenständige Gemeinde Steckby nach Steutz eingemeindet.
Am 1. Januar 2010 wurde Steutz mit dem zugehörigen Ortsteil Steckby nach Zerbst/Anhalt eingemeindet.

## Politik

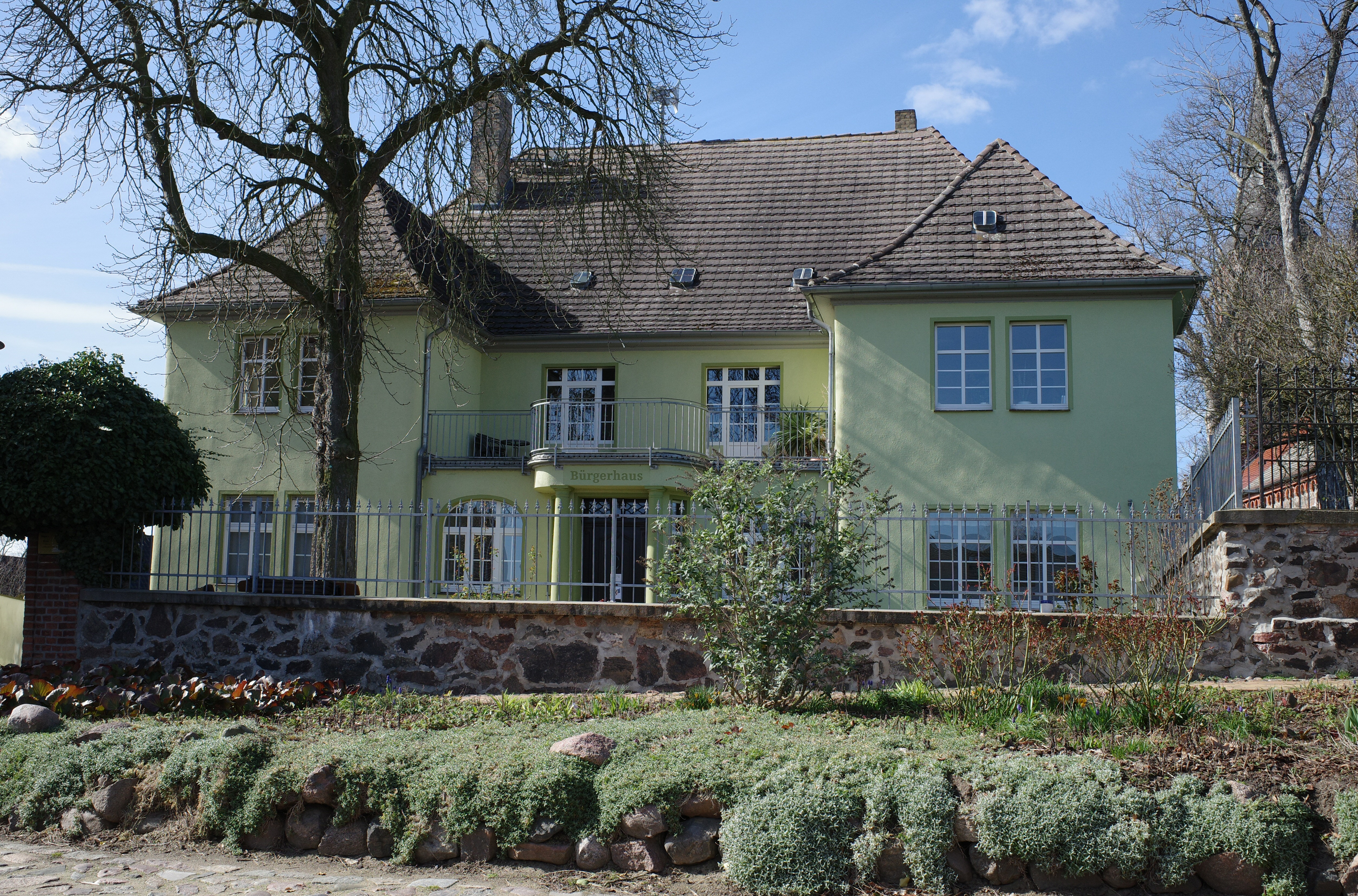
Bürgerhaus in Steutz

### Ortschaftsrat
Als Ortschaft der Stadt Zerbst/Anhalt übernimmt ein so genannter Ortschaftsrat die Wahrnehmung der speziellen Interessen des Ortes innerhalb bzw. gegenüber den Stadtgremien. Er wird aus neun Mitgliedern gebildet.

### Bürgermeister
Die letzte Bürgermeisterin der Gemeinde Steutz war Regina Frens.
Als weiteres ortsgebundenes Organ fungiert der Ortsbürgermeister, dieses Amt wird zur Zeit von Gundel Schayka wahrgenommen.

### Wappen
| | Blasonierung: „In Silber, geteilt von einem blauen Wellenbalken, oben zwei rote, sechsstrahlige Sterne, unten ein Zweig von drei grünen Eichenblättern und zwei grünen Eicheln.“ |
| Wappenbegründung: Die Farben des Ortes sind Blau - Weiß (Silber). Die Auenlandschaft der Elbe in der grünen Weite des ehemaligen Urstromtals ist ein einzigartiger Landschaftstyp. Mit ihren saftigen Wiesen, ihren fast undurchdringlichen Laubwäldern und zahlreichen kleineren und größeren Gewässern bietet sie dem Naturfreund manch botanische und zoologische Besonderheit. Im Wappen werden die beiden Ortsteile durch zwei Sterne, die Elbe durch den Wellenbalken und der Auenwald mit seinen hundertjährigen Eichen durch das Eichenlaub symbolisiert. Das Wappen wurde in der Quedlinburger Wappenrolle unter der Nummer QWR II/90003 registriert. Das Wappen wurde von der Heraldischen Gesellschaft „Schwarzer Löwe“ Leipzig gestaltet, am 6. Oktober 1993 durch das Regierungspräsidium Dessau genehmigt und im Landeshauptarchiv Magdeburg unter der Wappenrollennummer 43/1993 registriert. | |

### Flagge
Die Flagge wurde am 15. November 1996 durch das Regierungspräsidium Dessau genehmigt.
Die Flagge ist blau - weiß (1:1) längsgestreift und das Wappen ist mittig auf die Flagge aufgelegt.

## Sehenswürdigkeiten

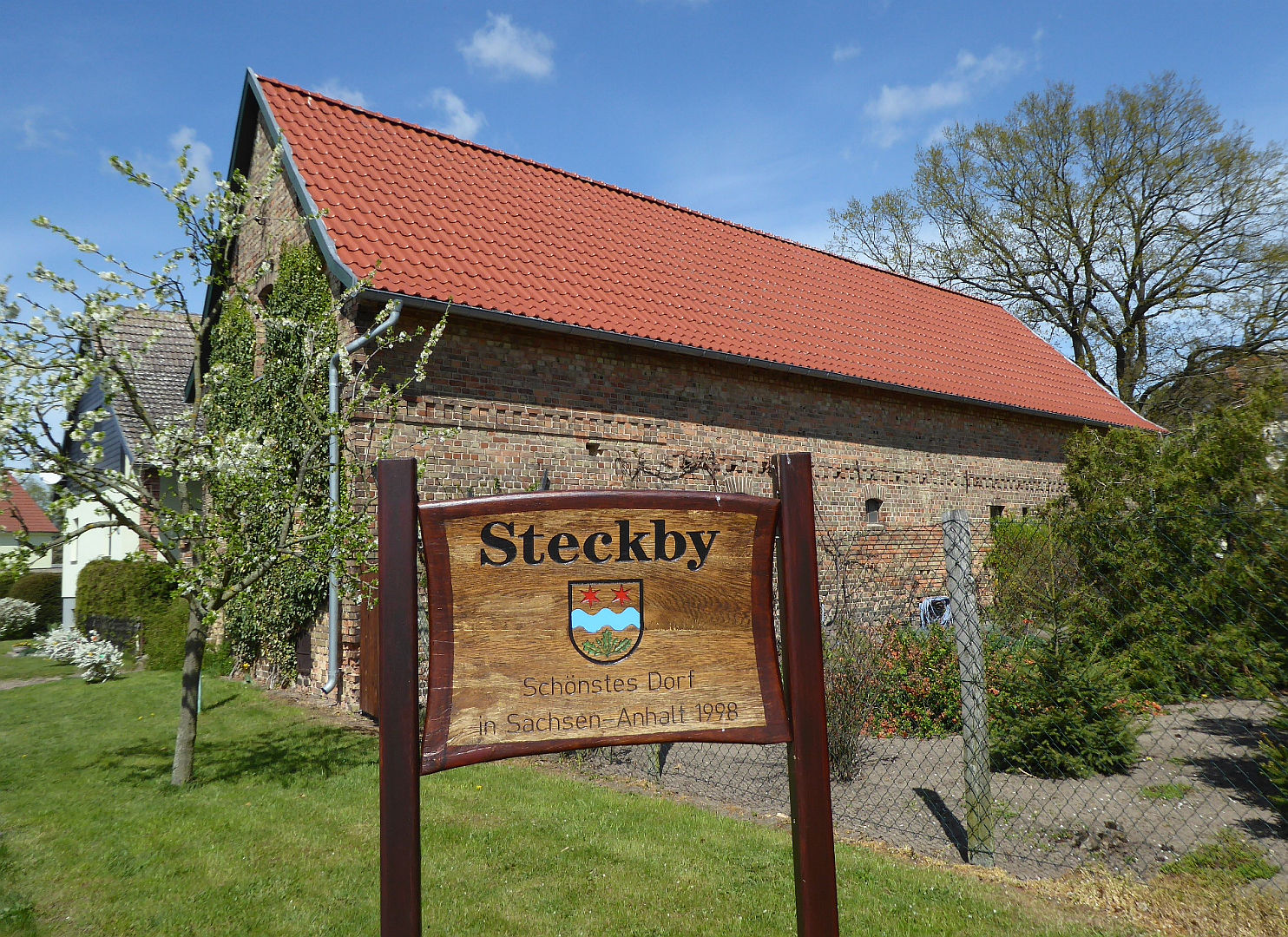
Steckby: Schönstes Dorf 1998

- Schauschmiede, eine von der Gemeinde Steutz betriebene Schau-Schmiedewerkstatt.
- Nicolaikirche in Steckby aus dem 13. Jahrhundert, die erste Radfahrerkirche in Anhalt ist Teil des Lutherweges
- 1998 wurde Steckby "Schönstes Dorf in Sachsen-Anhalt", 2012 erhielt die Ortschaft Steutz die Auszeichnung des Landes Sachsen-Anhalt "Unser Dorf hat Zukunft" in Gold
- im Rahmen des Bundeswettbewerbes "Unser Dorf hat Zukunft" 2013, erlangte Steutz die Auszeichnung in Silber

## Verkehrsanbindung

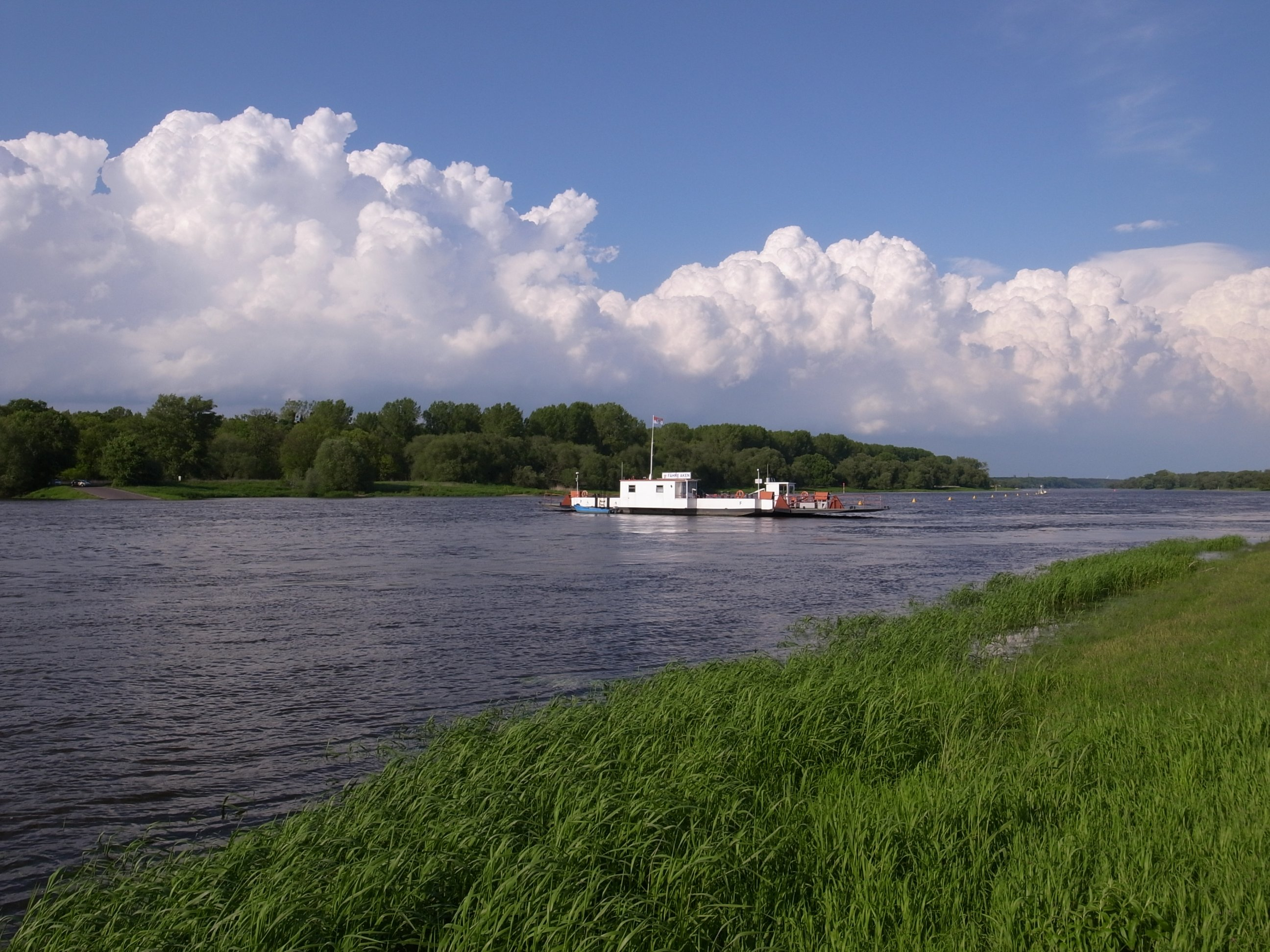
Fähre der B 187a

Steutz liegt an der Bundesstraße 187a (Zerbst - Köthen), die von Steutz nach Aken (Elbe) via Gierseilfähre über die Elbe führt. Des Weiteren besteht eine Straßenverbindung in den zwölf Kilometer entfernten Dessau-Roßlauer Stadtteil Roßlau (Elbe). Die nächsten Bahnhöfe befinden sich im neun Kilometer entfernten Zerbst (Bahnlinie Magdeburg–Dessau) bzw. in Aken (Anschlussbahn nach Köthen).

## Persönlichkeiten
- Johann Betichius (1650–1722), geboren in Steckby, evangelischer Diakon in Zerbst und Kirchenliederdichter
- Ernst Paul Dörfler (* 1950), Naturschützer, Autor und Politiker, lebt seit langer Zeit in Steckby